# フィリピンヒヨケザル
フィリピンヒヨケザル (Cynocephalus volans) は、哺乳綱ヒヨケザル目（皮翼目）ヒヨケザル科ヒヨケザル属に分類される1種。

## 分布
フィリピン（サマール島、バシラン島、ビリラン島、ボホール島、ミンダナオ島、レイテ島）

## 形態
体長33–38センチメートル。尾長22–27センチメートル。体重1–1.5キログラム。
背面の毛衣は暗褐色で、毛先が白いため霜降り状に見える。

## 生態
低地から山地にかけての森林に生息する。
食性は植物食で、木の葉、芽、花などを食べる。

## 人間との関係
開発による生息地の破壊により生息数は減少している。